# Brandonnet
Brandonnet település Franciaországban, Aveyron megyében. Lakosainak száma 291 fő (2022. január 1.). Brandonnet Compolibat, Le Bas-Ségala és Maleville községekkel határos.

## Népesség
A település népessége az elmúlt években az alábbi módon változott:
| Lakosok száma | 417  | 360  | 325  | 312  | 316  | 321  | 319  | 303  | 295  | 291  |
|               | 1968 | 1982 | 1990 | 2006 | 2013 | 2015 | 2017 | 2019 | 2020 | 2022 |